# Puigdeniu
El Puigdeniu és una muntanya de 673 metres que es troba al municipi de l'Esquirol, a la comarca d'Osona.